# リズモ大泉学園
リズモ大泉学園（リズモおおいずみがくえん）は、東京都練馬区にある複合商業施設である。大泉学園北口地区市街地再開発組合の施行で整備された。

## 概要
西武池袋線大泉学園駅は、一日の乗降客数が約8万人と多く、路線バスの一日の発着本数が1,000本を超える区内屈指の交通拠点ではあるが、鉄道開通に伴う急速な都市化により、駅前に近接した商業の集積と、歩行者空間の不足、交通機能の弱体化、そして未利用地が多いため、土地の利用状況が不健全という課題を抱えていた。
1986年に駅周辺が再開発促進地区に指定されたことを受け、1989年に「まちづくり構想」を作成し、それに基づき駅南口周辺では、駅前地区市街地再開発事業の施行で、2003年までに複合商業施設「大泉学園ゆめりあ」や駅前広場などの整備が完了した。一方、北口周辺は駅前広場が未整備であることからバスやタクシーの乗降場所が分散し、放置自転車などにより、安全な歩行者空間が十分に確保できず、さらに地区内は老朽化した建物や未利用地が多く、駅前の立地にふさわしい土地利用がなされていない状況にあった。このため、北口周辺でも再開発の機運が高まり、関係権利者における勉強会で検討を重ねた結果、市街地再開発事業により、地区内の道路、駅前広場および施設建設物を一体で整備する方針が確認され、2008年に市街地再開発組合を設立。2015年3月に施設建設物、公共施設ともに竣工し、懇談会でのまちづくり検討開始から約10年でオープンを迎えた。

### 施設名称の由来
大 (Large) の"L"、泉 (Izumi) の"IZM"、和や輪を表す"O"を組み合わせ、「大泉の和」をもたらす「大泉の輪」を拡げるという意味を込め「LIZMO大泉学園」とた命名した。ロゴマークは泉の水面をモチーフとしてにデザインされた。

## 沿革
- 2005年（平成17年） - 北口地区まちづくり懇談会を設立。
- 2008年（平成20年）4月 - 再開発準備組合発足。
- 2011年（平成23年）4月 - 都市計画決定。
- 2012年（平成24年）
  - 2月 - 事業計画認可。
  - 9月 - 権利変換計画認可。
- 2013年（平成25年）2月 - 着工。
- 2015年（平成27年）3月 - 竣工。

## 施設
敷地内に設けたバス専用道路はピロティ空間となっており、ビルの1階部分と一部を貫通する形で駅前広場と接続する計画とし、バス利便性の向上と駅周辺の交通の円滑化を図ると同時に、バス専用通路上部に住宅高層部部分のボリュームを収めることが可能になり事業性を大きく向上させている。
駅前広場にはペデストリアンデッキを整備し、駅改札口および既存デッキと直結させ、併せてシェルター、エレベーター、エスカレーターの設置を図り、ユニバーサルデザインに配慮した施設とした。またペデストリアンデッキには、ジャパンアニメーション発祥の地である練馬区のアニメに関わる資源を生かし、区が独自事業としてモニュメント等からなる大泉アニメゲートを設けた。

### 金融機関
1階・2階の一角に、きらぼし銀行とJA東京あおばが支店を構える。

### グランエミオ大泉学園
地下1階から地上4階部分には、権利者である西武鉄道が西武プロパティーズの運営でショッピングセンターのグランエミオ大泉学園を開業した。

### 屋上庭園
4階には、屋上庭園があり一般開放されている。富士山や新宿超高層ビル群などが眺望できる。

### 公共施設
5階の一部は公共施設となっており、区民事務所、地域活動支援センター、図書館資料受取窓口が設置されている。

### プラウドタワー大泉学園
5階から27階までは、野村不動産による総戸数168戸のタワーマンション「プラウドタワー大泉学園」となっている。住戸バリエーションは2LDK - 4LDKを設定。エレベーターホールやコリドーにはフロアごとに異なる、光を反射するアートや日本の樹木をモチーフにしたアートを配置。5階には光に包まれるようなスタディスペースなどの共用施設を設け、6階のガーデンラウンジは「リング」をモチーフとし、住宅屋上庭園の緑と緩やかにつないだ。